# Журкин, Юрий Дмитриевич
Юрий Дмитриевич Журкин — советский хозяйственный, государственный и политический деятель.

## Биография
Родился в 1932 году. Член КПСС.
С 1954 года — на хозяйственной, общественной и политической работе. В 1954—1986 гг. — на партийной и советской работе в Краснодарском крае, первый секретарь Новороссийского горкома КПСС. 
С января 1985 по 1986 года — второй секретарь Краснодарского краевого комитета КПСС. 
C августа 1986 по март 1990 года — заместитель министра внутренних дел СССР, начальник Главное управление кадров и учебных заведений МВД СССР.
Со 2 января по 26 октября 1990 года — заместитель министра внутренних дел РСФСР.
Избирался депутатом Верховного Совета РСФСР 10-го и 11-го созывов.
Жил в Москве.

## Сочинения
- Журкин, Юрий Дмитриевич. Город-герой Новороссийск : [Страницы рев., труд. и боевой славы] / Ю. Д. Журкин, А. К. Еременко, В. М. Тышенко. - М. : Мысль, 1983. - 303 с. : ил., 16 л. ил.; 21 см.